# Ријеј Малмезон
Ријеј Малмезон (фр. Rueil-Malmaison) град је у Француској у Париском региону, у департману Сенски висови.
По подацима из 2006. године број становника у месту је био 77.625.

## Демографија
| 1962.  | 1968.  | 1975.  | 1982.  | 1990.  | 1999.  | 2006.  | 2011.  |
| ------ | ------ | ------ | ------ | ------ | ------ | ------ | ------ |
| 54.786 | 60.804 | 62.727 | 63.412 | 66.401 | 73.469 | 77.625 | 79.855 |

## Партнерски градови
- Бад Зоден ам Таунус
- Фрибур/Фрајбург
- Кицбил
- Хелсингер
- Авила
- Elmbridge
- Kiryat Malakhi
- Јелгава
- Темишвар
- Дубровник
- Бухара
- Оахака